# Koki Takenaka
Koki Takenaka (født 8. september 1992) er en japansk fodboldspiller.
Han har spillet for flere forskellige klubber i sin karriere, herunder Tokyo Verdy og Tochigi SC.